# دالاس سمیکانداکتر
دالاس سمیکانداکتر (انگلیسی: Dallas Semiconductor) شرکت الکترونیک آمریکایی است، که در سال ۱۹۸۴ تأسیس شد.